# Fistulina

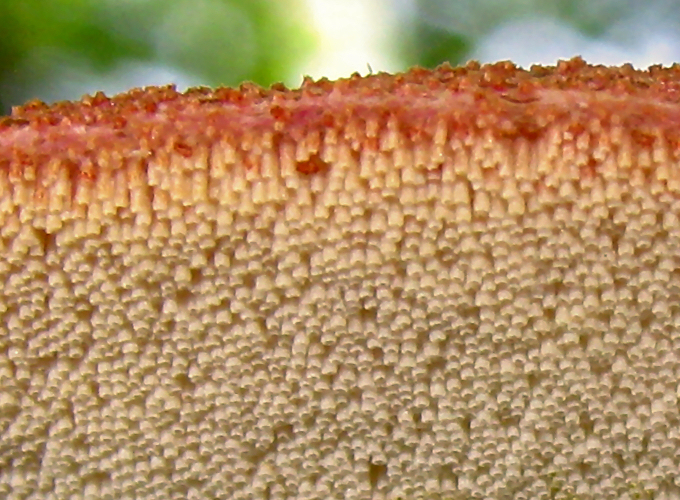
Hymenofor

Fistulina Bull. (ozorek) – rodzaj grzybów z rzędu pieczarkowców (Agaricales).

## Charakterystyka
Grzyby nadrzewne, saprotroficzne i pasożytnicze. Bazydiokarpy roczne, siedzące lub bocznie kapeluszowe. Powierzchnia czerwonawa do brązowej, szorstka do kutnerowatej. Kontekst czerwonawy i mięsisty z czerwonym mleczkiem lub biały do ochrowego i mocno włóknisty. Hymenofor poroidalny, rurki oddzielne, ale ściśle upakowane, 4–6 na mm. System strzępkowy monomityczny, strzępki ze sprzążkami lub bez, cystydy z przegrodami. Bazydiospory jajowate, szkliste, 3–4,5 × 2–3 µm, w odczynniku Melzera nieamyloidalne. Powodują zgniliznę brunatną martwego i żywego drewna liściastego.

## Systematyka i nazewnictwo
Pozycja w klasyfikacji według Index Fungorum: Incertae sedis, Agaricales, Agaricomycetidae, Agaricomycetes, Agaricomycotina, Basidiomycota, Fungi.
Po raz pierwszy opisał go Jean Baptiste François Pierre Bulliard w 1791 r. Synonimy naukowe: Agarico-carnis Paulet, Buglossus Wahlenb., Hypodrys Pers.
Polską nazwę nadał Franciszek Błoński w 1888 r. W polskim piśmiennictwie mykologicznym rodzaj ten opisywany był też jako cewiak.
Gatunki:
- Fistulina africana Van der Byl 1928
- Fistulina antarctica Speg. 1887
- Fistulina brasiliensis O. Fidalgo & M. Fidalgo 1958
- Fistulina firma Peck 1899
- Fistulina guzmanii Brusis 1973
- Fistulina hepatica (Schaeff.) With. 1792 – ozorek dębowy
- Fistulina pallida Berk. & Ravenel 1872
- Fistulina pumiliae G.C. González, Barroetaveña & Pildain 2021
- Fistulina spiculifera (Cooke) D.A. Reid 1963
- Fistulina subhepatica B.K. Cui & J. Song 2015
- Fistulina tasmanica B.K. Cui & Y.F. Sun 2019

Wykaz gatunków i nazwy naukowe na podstawie Index Fungorum. Nazwy polskie według Władysława Wojewody.